# 영건 (후한)
영건(永建)은 중국 후한(後漢) 순제(順帝)의 첫 번째 연호이다. 126년에서 132년 3월까지 6년 3개월 동안 사용하였다.

## 개원
영건(永建) 원년 1월 1일(126년 2월 10일)에 연호를 영건(永建)으로 개원함.

## 연대대조표
| 영건                | 원년       | 2년        | 3년        | 4년        | 5년        | 6년        | 7년        |
| 서력                | 126년      | 127년      | 128년      | 129년      | 130년      | 131년      | 132년      |
| 육십간지 (六十干支) | 병인(丙寅) | 정묘(丁卯) | 무진(戊辰) | 기사(己巳) | 경오(庚午) | 신미(辛未) | 임신(壬申) |

## 같이 보기
- 다른 왕조의 같은 연호
  - 서량(西凉) 영건(420년 ~ 421년)

- 중국의 연호